# Grand Prix Formule 1 van Hongarije 2010

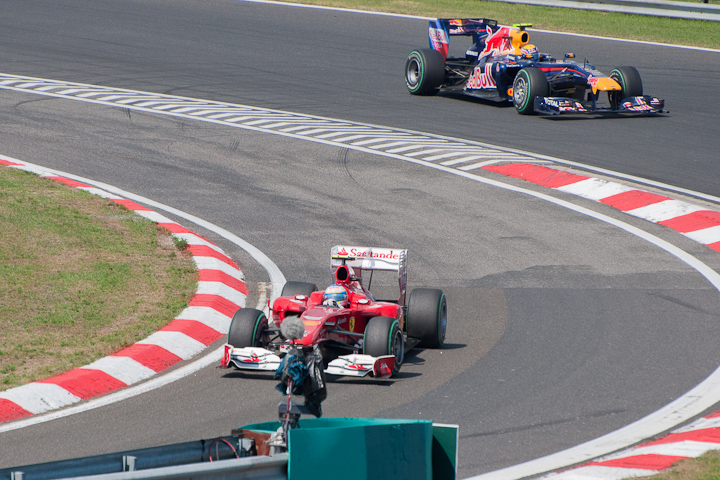
En dat is vier! Mark Webber rijdt door, terwijl Fernando Alonso de pits opzoekt voor een pitstop. Uiteindelijk zal de racestrategie van Webber de beste blijken, waardoor de Australiër niet alleen naar de vierde zege van het jaar kan rijden, maar tevens de leiding in het WK-klassement overneemt.

De Grand Prix Formule 1 van Hongarije 2010 werd verreden op 1 augustus op de Hungaroring in Mogyoród nabij Boedapest.
Tijdens de kwalificatietraining, de dag voor de race, wist Sebastian Vettel poleposition te veroveren door als enige coureur een tijd onder 1:19.000 te rijden. Vettels teamgenoot Mark Webber realiseerde de tweede tijd, gevolgd door Fernando Alonso.
Mark Webber wist de race winnend af te sluiten. De Australiër werd hiermee leider in het kampioenschap. Fernando Alonso werd tweede, voor Sebastian Vettel. Vettel leidde de race lange tijd, maar viel door een "drive-through" penalty terug.

## Kwalificatie
| Pos. | Nr. | Coureur            | Constructeur         | Q1       | Q2       | Q3       | Grid |
| ---- | --- | ------------------ | -------------------- | -------- | -------- | -------- | ---- |
| 1    | 5   | Sebastian Vettel   | Red Bull-Renault     | 1:20.417 | 1:19.573 | 1:18.773 | 1    |
| 2    | 6   | Mark Webber        | Red Bull-Renault     | 1:21.132 | 1:19.531 | 1:19.184 | 2    |
| 3    | 8   | Fernando Alonso    | Ferrari              | 1:21.278 | 1:20.237 | 1:19.987 | 3    |
| 4    | 7   | Felipe Massa       | Ferrari              | 1:21.299 | 1:20.857 | 1:20.331 | 4    |
| 5    | 2   | Lewis Hamilton     | McLaren-Mercedes     | 1:21.455 | 1:20.877 | 1:20.499 | 5    |
| 6    | 4   | Nico Rosberg       | Mercedes GP          | 1:21.212 | 1:20.811 | 1:21.082 | 6    |
| 7    | 12  | Vitaly Petrov      | Renault              | 1:21.558 | 1:20.797 | 1:21.229 | 7    |
| 8    | 11  | Robert Kubica      | Renault              | 1:21.159 | 1:20.867 | 1:21.328 | 8    |
| 9    | 22  | Pedro de la Rosa   | BMW Sauber-Ferrari   | 1:21.891 | 1:21.273 | 1:21.411 | 9    |
| 10   | 10  | Nico Hülkenberg    | Williams-Cosworth    | 1:21.598 | 1:21.275 | 1:21.710 | 10   |
| 11   | 1   | Jenson Button      | McLaren-Mercedes     | 1:21.422 | 1:21.292 |          | 11   |
| 12   | 9   | Rubens Barrichello | Williams-Cosworth    | 1:21.478 | 1:21.331 |          | 12   |
| 13   | 14  | Adrian Sutil       | Force India-Mercedes | 1:22.080 | 1:21.517 |          | 13   |
| 14   | 3   | Michael Schumacher | Mercedes GP          | 1:21.840 | 1:21.630 |          | 14   |
| 15   | 16  | Sébastien Buemi    | Toro Rosso-Ferrari   | 1:21.982 | 1:21.897 |          | 15   |
| 16   | 15  | Vitantonio Liuzzi  | Force India-Mercedes | 1:21.789 | 1:21.927 |          | 16   |
| 17   | 17  | Jaime Alguersuari  | Toro Rosso-Ferrari   | 1:21.978 | 1:21.998 |          | 17   |
| 18   | 23  | Kamui Kobayashi    | BMW Sauber-Ferrari   | 1:22.222 |          |          | 23   |
| 19   | 24  | Timo Glock         | Virgin-Cosworth      | 1:24.050 |          |          | 18   |
| 20   | 19  | Heikki Kovalainen  | Lotus-Cosworth       | 1:24.120 |          |          | 19   |
| 21   | 18  | Jarno Trulli       | Lotus-Cosworth       | 1:24.199 |          |          | 20   |
| 22   | 25  | Lucas di Grassi    | Virgin-Cosworth      | 1:25.118 |          |          | 21   |
| 23   | 21  | Bruno Senna        | HRT-Cosworth         | 1:26.391 |          |          | 22   |
| 24   | 20  | Sakon Yamamoto     | HRT-Cosworth         | 1:26.453 |          |          | 24   |

### Race
| Pos. | Nr. | Coureur            | Constructeur         | Rondes | Tijd / Oorzaak uitval | Grid | Punten |
| ---- | --- | ------------------ | -------------------- | ------ | --------------------- | ---- | ------ |
| 1    | 6   | Mark Webber        | Red Bull-Renault     | 70     | 1:41:05.571           | 2    | 25     |
| 2    | 8   | Fernando Alonso    | Ferrari              | 70     | +17.821               | 3    | 18     |
| 3    | 5   | Sebastian Vettel   | Red Bull-Renault     | 70     | +19.252               | 1    | 15     |
| 4    | 7   | Felipe Massa       | Ferrari              | 70     | +27.474               | 4    | 12     |
| 5    | 12  | Vitaly Petrov      | Renault              | 70     | +1:13.192             | 7    | 10     |
| 6    | 10  | Nico Hülkenberg    | Williams-Cosworth    | 70     | +1:16.723             | 10   | 8      |
| 7    | 22  | Pedro de la Rosa   | BMW Sauber-Ferrari   | 69     | +1 ronde              | 9    | 6      |
| 8    | 1   | Jenson Button      | McLaren-Mercedes     | 69     | +1 ronde              | 11   | 4      |
| 9    | 23  | Kamui Kobayashi    | BMW Sauber-Ferrari   | 69     | +1 ronde              | 23   | 2      |
| 10   | 9   | Rubens Barrichello | Williams-Cosworth    | 69     | +1 ronde              | 12   | 1      |
| 11   | 3   | Michael Schumacher | Mercedes GP          | 69     | +1 ronde              | 14   |        |
| 12   | 16  | Sébastien Buemi    | Toro Rosso-Ferrari   | 69     | +1 ronde              | 15   |        |
| 13   | 15  | Vitantonio Liuzzi  | Force India-Mercedes | 69     | +1 ronde              | 16   |        |
| 14   | 19  | Heikki Kovalainen  | Lotus-Cosworth       | 67     | +3 ronden             | 19   |        |
| 15   | 18  | Jarno Trulli       | Lotus-Cosworth       | 67     | +3 ronden             | 20   |        |
| 16   | 24  | Timo Glock         | Virgin-Cosworth      | 67     | +3 ronden             | 18   |        |
| 17   | 21  | Bruno Senna        | HRT-Cosworth         | 67     | +3 ronden             | 22   |        |
| 18   | 25  | Lucas di Grassi    | Virgin-Cosworth      | 66     | +4 ronden             | 21   |        |
| 19   | 20  | Sakon Yamamoto     | HRT-Cosworth         | 66     | +4 ronden             | 24   |        |
| DNF  | 2   | Lewis Hamilton     | McLaren-Mercedes     | 23     | Transmissie           | 5    |        |
| DNF  | 11  | Robert Kubica      | Renault              | 23     | Ongeval               | 8    |        |
| DNF  | 4   | Nico Rosberg       | Mercedes GP          | 15     | Wiel verloren         | 6    |        |
| DNF  | 14  | Adrian Sutil       | Force India-Mercedes | 15     | Ongeval               | 13   |        |
| DNF  | 17  | Jaime Alguersuari  | Toro Rosso-Ferrari   | 1      | Opgeblazen motor      | 17   |        |

1936 · 1986 · 1987 · 1988 · 1989 · 1990 · 1991 · 1992 · 1993 · 1994 · 1995 · 1996 · 1997 · 1998 · 1999 · 2000 · 2001 · 2002 · 2003 · 2004 · 2005 · 2006 · 2007 · 2008 · 2009 · 2010 · 2011 · 2012 · 2013 · 2014 · 2015 · 2016 · 2017 · 2018 · 2019 · 2020 · 2021 · 2022 · 2023 · 2024 · 2025 · 2026 · 2027 · 2028 · 2029 · 2030 · 2031 · 2032